# Brett Winn
Brett Winn (Nova York, Nova York, 1973) é um cineasta americano. Em 2004, assinou com os amigos Jon Gunn e Brian Herzlinger o filme O Meu Encontro com Drew.